# Гімн Туркменістану
Державний гімн Туркменістану — пісня „Garaşsyz, bitarap, Türkmenistanyň döwlet gimni” („Державний гімн незалежного, нейтрального Туркменістану”). Дата прийняття: 27 вересня 1996 року.

## Державний гімн Туркменістану
Türkmenbaşyň guran beýik binasy

Berkarar döwletim, jigerim - janym.

Başlaryň täji sen, diller senasy

Dünýä dursun, sen dur, Türkmenistanym!
Janym gurban sana, erkana ýurdum

Mert pederleň ruhy bardyr könülde.

Bitarap, Garaşsyz topragyn nurdur

Baýdagyn belentdir dünýan önünde.
Türkmenbaşyň guran beýik binasy

Berkarar döwletim, jigerim - janym.

Başlaryň täji sen, diller senasy

Dünýä dursun, sen dur, Türkmenistanym!
Gardaşdyr tireler, amandyr iller

Owal-ahyr birdir bizin ganymyz.

Harasatlar almaz, syndyrmaz siller

Nesiller döş gerip gorar şanymyz.
Türkmenbaşyň guran beýik binasy,

Berkarar döwletim, jigerim - janym.

Başlaryň täji sen, diller senasy,

Dünýä dursun, sen dur, Türkmenistanym!
Arkamdyr bu daglar, penamdyr düzler

Ykbalym, namysym, togabym, Watan!

Sana şek ýetirse, kör bolsun gözler

Geçmişim, geljegim, dowamym, Watan!

## Неофіційний переклад
Велике творіння Туркменбаші,

Держава рідна, суверенний край,

Туркменістан – світоч та пісня душі,

У віки віків ти живи, процвітай!
Життя віддати я готовий за рідну домівку.

Духом предків відважних славні сини,

Земля моя свята. У світі майорить мій прапор

Символ великої нейтральної країни!
Велике творіння Туркменбаші,

Держава рідна, суверенний край,

Туркменістан – світоч та пісня души,

У віки віків ти живи, процвітай!
Єдиний мій народ, і по жилах племен

Тече предків кров – нетлінна звістка,

Не страшні нам бурі, незгоди часів,

Збережемо й примножимо славу і честь!
Велике творіння Туркменбаші,

Держава рідна, суверенний край,

Туркменістан – світоч та пісня души,

У віки віків ти живи, процвітай!
І гори, і ріки, і степова краса –

Любов і доля, одкровення моє,

За злий погляд на тебе нехай осліпнуть очі,

Батьківщино – предків продовження моє!

## Слухати
Гімн Туркменістану у виконанні оркестру ВМС США